# 程晋芳

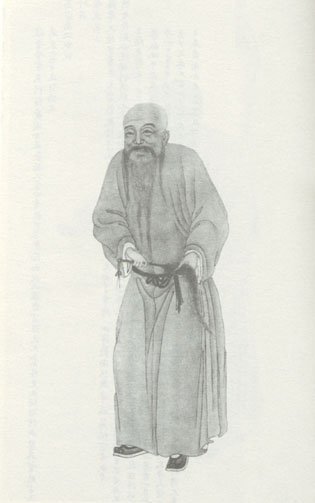
程晋芳

程 晋芳（てい しんぽう、1719年 - 1785年）は、中国清代の学者・官僚。字は魚門、号は蕺園。もとの名は廷璜。淮安府の出身。本貫は徽州府歙県，寄籍揚州府江都県。

## 略歴
家業は塩商人であり程氏がもっとも富裕であるとされた。一族の中で晋芳だけが儒学を好み、財を惜しまず書物を5万巻も購入し、好学の士を招きともに探求にふけった。家業をすべて雇い人にゆだねたために晩年には家産を傾けてしまったという。1752年に進士となり、吏部主事・員外郎をへて、四庫館が開かれたときに纂修官となり、のち翰林院編修となった。1784年に西安に赴き翌年の1月に関中で没する。享年67。

## 著作
程晋芳は広く学問を修め、特に晩年は朱筠・戴震とともに訓詁の研究に力を尽くした。
- 『蕺園詩』30巻
- 『詩毛鄭異同考』10巻
- 『春秋左伝翼疏』32巻
- 『礼記集釈』20巻
- 『周易知旨編』30巻
- 『尚書今文釈義』40巻
- 『尚書古文解略』6巻
- 『諸経答問』12巻
- 『群書題跋』6巻
- 『勉行斎文』10巻